# فرایمرسهایم
فرایمرسهایم (به آلمانی: Freimersheim) یک شهر در آلمان است که در آلزی-ورمز واقع شده‌است. فرایمرسهایم ۶۲۴ نفر جمعیت دارد.